# Sainte-Gemme-la-Plaine
 Sainte-Gemme-la-Plaine  es una población y comuna francesa, en la región de Países del Loira, departamento de Vendée, en el distrito de Fontenay-le-Comte y cantón de Luçon.

## Demografía
| 1361 | 1283 | 1170 | 1235 | 1350 | 1574 |
| Para los censos de 1962 a 1999 la población legal corresponde a la población sin duplicidades (Fuente: INSEE [Consultar]) |      |      |      |      |      |